# Pont Saint-Thomas
Le pont Saint-Thomas (Thomasbruck en alsacien) est un pont métallique en arc qui franchit l'Ill dans le quartier du Finkwiller à Strasbourg (Bas-Rhin). Cet ouvrage en fonte fut construit en 1841 par les frères de Dietrich de Reichshoffen, sous la direction de Nicolas Cadiat, d'après les plans de l'ingénieur Antoine-Rémy Polonceau, concepteur du pont du Carrousel à Paris dans les années 1830. C'est l'un des plus anciens ponts de fonte conservés en France.

## Localisation
Le pont est construit dans l'axe de la rue Martin-Luther qui y conduit depuis la place Saint-Thomas. Sur l'autre rive il rejoint le quai Finkwiller et le quai Charles-Frey.

## Historique
L'existence d'un pont Saint-Thomas (Sankt-Thomasbrücke) est attestée dès 1197. Après la Révolution, en 1794, il est nommé « pont de la République », pour redevenir « pont Saint-Thomas » en 1813.
En 1841 il est reconstruit sous sa forme actuelle. Pendant les deux guerres, il reprend son nom allemand, puis retrouve son appellation française en 1918 et 1945.
L'édifice fait l'objet d'un classement au titre des monuments historiques en 1995.

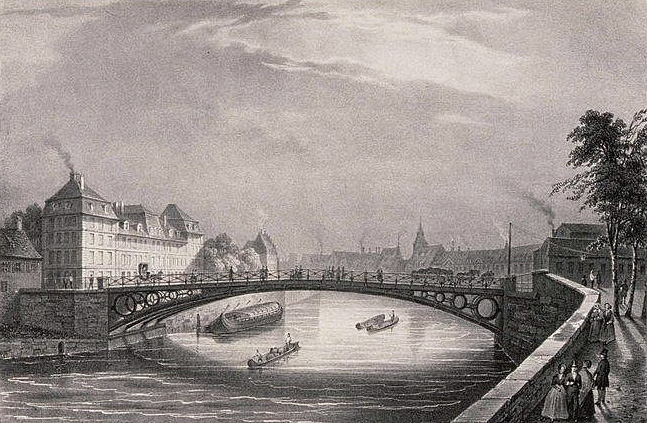
1850
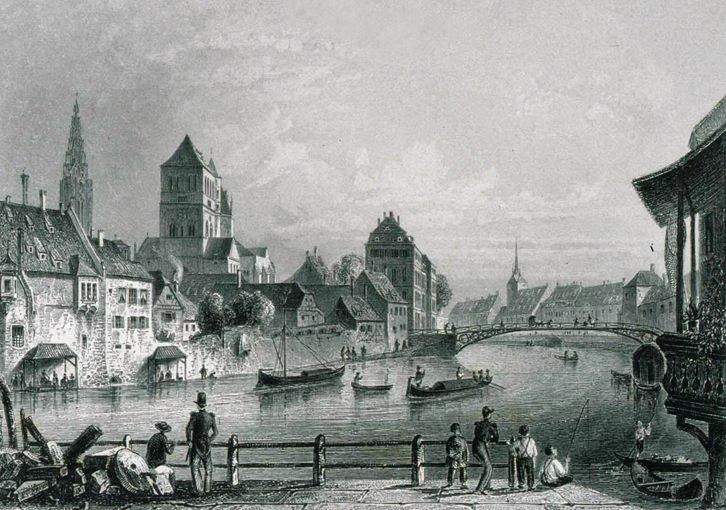
1852

## Architecture
Le pont ne comporte qu'une seule arche, ce qui a permis, grâce à la suppression des piles, de rétrécir le lit de la rivière à cet endroit.
Il repose sur quatre arcs en fonte creux qui s'appuient sur deux culées très épaisses en maçonnerie, fondées sur du béton. Ils sont reliés au tablier par des anneaux de diamètre décroissant. Les arcs sont constitués de portions de demi-cylindres de section ovale, boulonnés les uns aux autres, de telle sorte que les joints de deux demi-cylindres se trouvent chaque fois au milieu du demi-cylindre opposé.

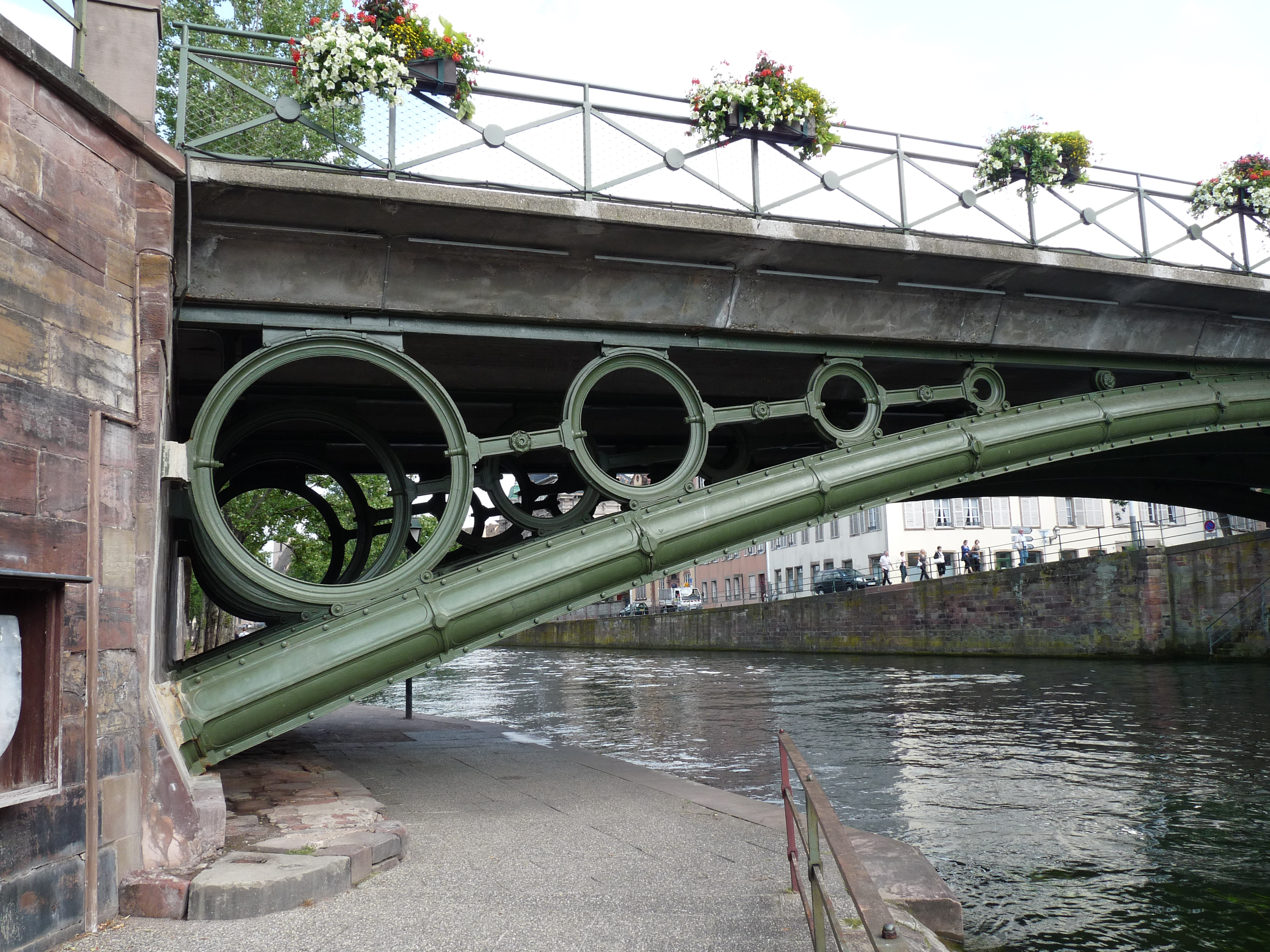
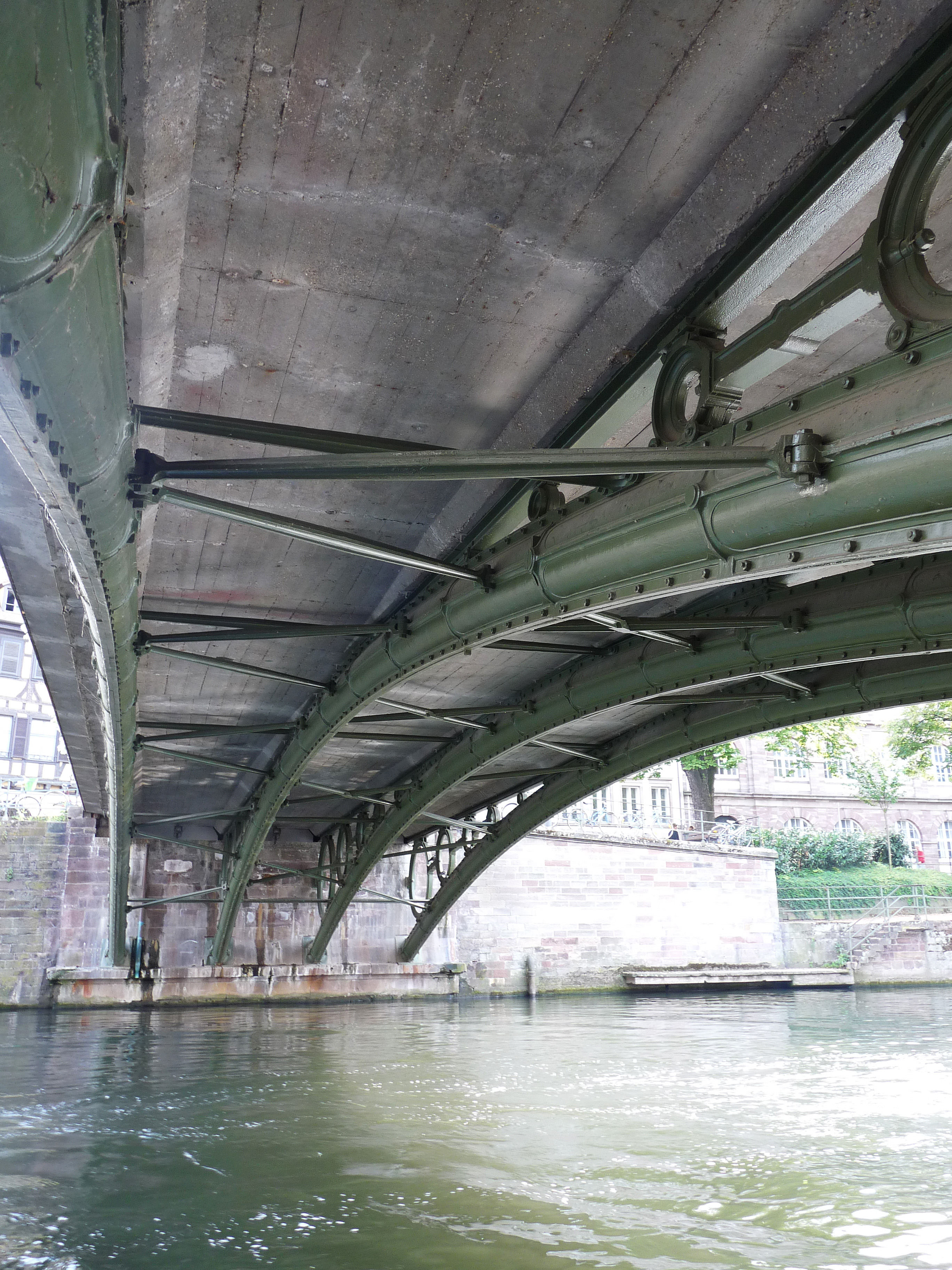
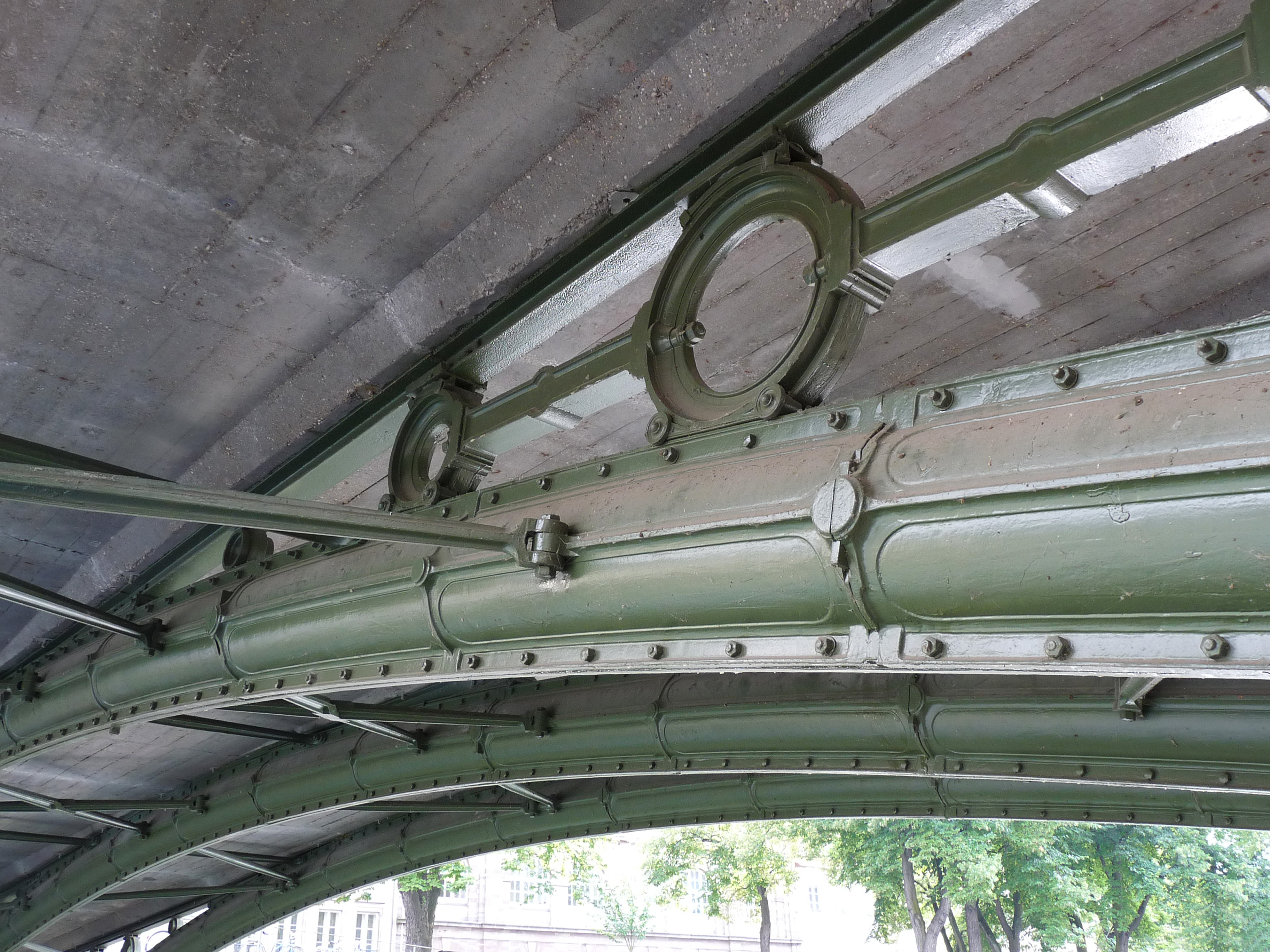
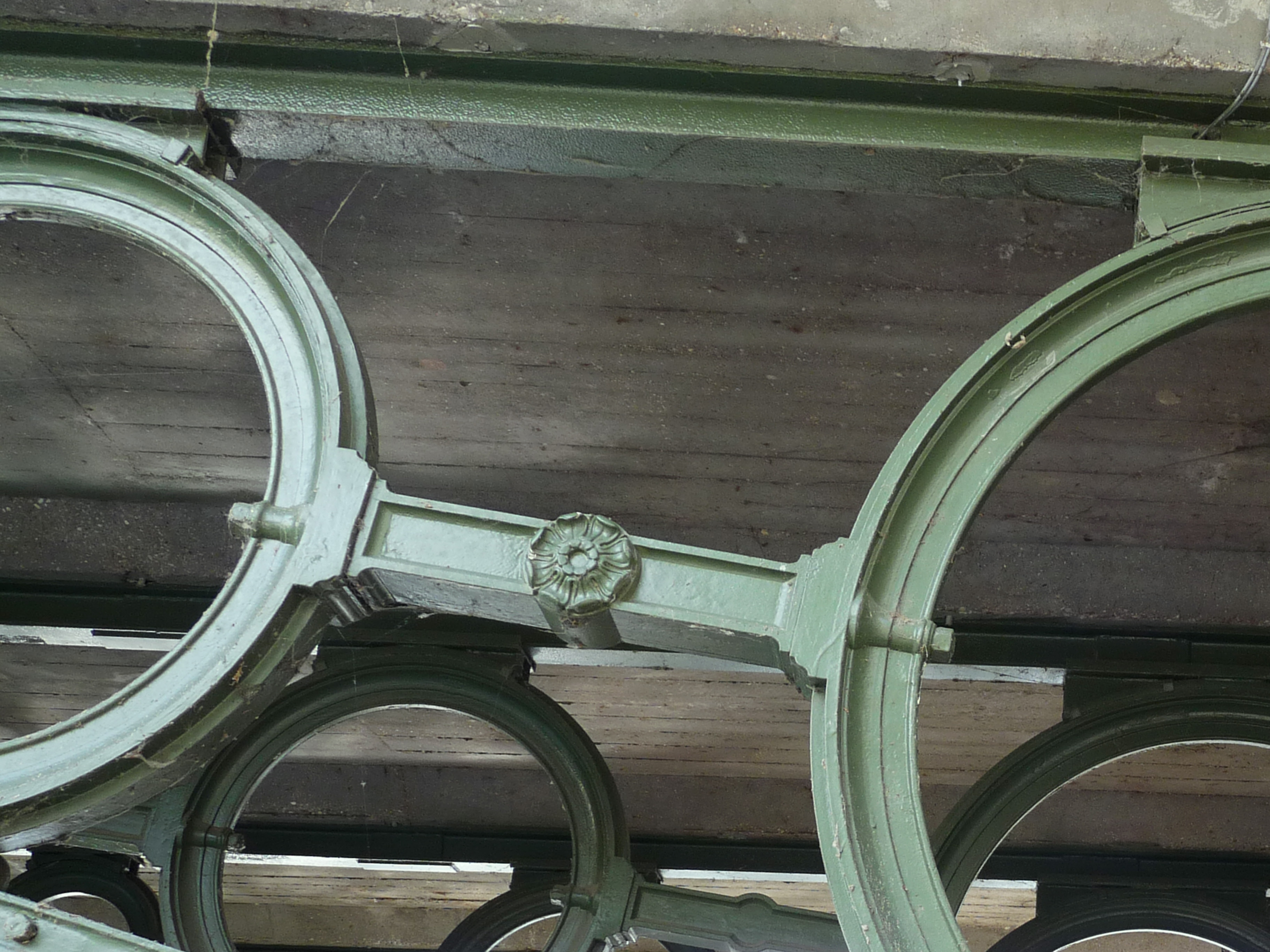